# Vierwinden (Grevenbroich)
Vierwinden ist ein Stadtteil von Grevenbroich im Rhein-Kreis Neuss, Nordrhein-Westfalen.

## Lage
Die Ortschaft liegt nordöstlich des Hauptortes. Östlich von Vierwinden befindet sich die Ortschaft Kapellen/Erft. Westlich verläuft die Bundesautobahn 46 mit der Anschlussstelle Grevenbroich. Die nahegelegene Autobahnraststätte trägt den Namen Vierwinden.

## Geschichte
1794 besetzten französische Truppen den Ort. 1815 kam Vierwinden an das Königreich Preußen und wurde 1816 der Gemeinde Hemmerden im Kreis Grevenbroich im Regierungsbezirk Düsseldorf zugeteilt. 1930 kam Vierwinden zum Amt Hemmerden. Seit dem 1. Januar 1975 ist Vierwinden ein Stadtteil von Grevenbroich.

## Einwohnerentwicklung
- 31. Dezember 2006: 61 Einwohner
- 31. Dezember 2007: 60 Einwohner
- 31. Dezember 2010: 49 Einwohner
- 31. Dezember 2013: 47 Einwohner
- 31. Dezember 2014: 42 Einwohner
- 31. Dezember 2015: 43 Einwohner
- 31. Dezember 2016: 38 Einwohner
- 31. Dezember 2017: 34 Einwohner
- 31. Dezember 2018: 41 Einwohner
- 31. Dezember 2021: 37 Einwohner
- 31. Dezember 2022: 48 Einwohner

## Verkehr
Neben der Autobahn A 46 befindet sich in der Nähe von Vierwinden die Bundesstraße 1 und die Landesstraße 361, die nördlich in Richtung Kleinenbroich und südlich nach Wevelinghoven verläuft.
Nicht weit entfernt befindet sich der Bahnhof Kapellen-Wevelinghoven.